# Frihetlig socialistisk tidskrift
Frihetlig socialistisk tidskrift var en svensk frihetligt socialistisk tidskrift grundad 1972 av redaktionen på Liberal Debatt, med Richard Murray som chefredaktör. Ursprungligen lade tidskriften fokus på praktiska frågor om direktdemokrati och rådskommunism, men blev senare mer teoretiskt inriktad och lyfte fram författare och filosofer som Paul Feyerabend, Pierre Clastres och Jean Baudrillard. Tidskriften lades ned i mitten av 1980-talet.